# Еникёй (Молдова)
Еникёй (рум. Enichioi) — село в Кантемирском районе Молдавии. Является административным центром коммуны Еникёй, включающей также сёла Бобочика, Флоричика и Цолика.

## География
Село расположено на высоте 98 метров над уровнем моря.

## Население
По данным переписи населения 2004 года, в селе Еникёй проживает 936 человек (459 мужчин, 477 женщин).
Этнический состав села:
| Национальность | Число жителей | Процентный состав |
| -------------- | ------------- | ----------------- |
| молдаване      | 916           | 97.86             |
| болгары        | 7             | 0.75              |
| румыны         | 5             | 0.53              |
| украинцы       | 4             | 0.43              |
| гагаузы        | 3             | 0.32              |
| прочие         | 1             | 0.11              |
| Всего          | 936           | 100%              |